# اچ‌دی ۱۷۰۴۶۹
اچ‌دی ۱۷۰۴۶۹ یک ستاره است که در صورت فلکی مارافسای قرار دارد.